# Allotinus mirus
Allotinus mirus är en fjärilsart som beskrevs av Van Eecke 1914. Allotinus mirus ingår i släktet Allotinus och familjen juvelvingar. Inga underarter finns listade i Catalogue of Life.